# Biserica Ortodoxă Estoniană (Patriarhia de Constantinopol)
Biserica Ortodoxă a Estoniei sau Biserica Apostolică Ortodoxă Estoniană  (Eesti Apostlik-Õigeusu Kirik) este o biserică ortodoxă  autonomă, al cărei întâistătător este confirmat de Patriarhia Ecumenică. În prezent întâistătătorul acestei Biserici este mitropolitul Stephanos, al Tallinnului și a toată Estonia (ales în 1999). Folosește calendarul gregorian.
Această biserică autonomă nu trebuie confundată cu Biserica Ortodoxă Estoniană (Patriarhia Moscovei), care este un exarhat al Patriarhiei Moscovei.

## Istoric
Misionari ortodocși au activat printre estonieni în regiunile sud-estice, aproape de Pskov, din secolul X până în secolul al XII-lea. Prima mențiune a unei comunități ortodoxe în Estonia datează din 1030, în Tartu. În jurul anului 600 d.Hr., în partea estică a dealului Toome (Toomemägi), estonienii au ridicat o fortăreață numită Tarbatu. În 1030, prințul kievean Jaroslav cel Înțelept a cucerit Tarbatu și și-a construit propriul fort în acest loc, precum și o catedrală închinată Sfântului Mucenic Gheorghe, purtătorul de biruință. Creștinii ortodocși au fost ulterior expulzați din oraș de germani în 1472, care l-au omorât pe preotul acestora, Isidor împreună cu un număr de credincioși ortodocși (pomenirea acestor mucenici se face în data de 8 ianuarie).
În timpul secolelor al XVII-lea și al XVIII-lea mulți credincioși de rit vechi (rascolnici) au venit din Rusia pentru a scăpa de reforma liturgică introduse în Biserica Rusă de patriarhul Nikon al Moscovei.
În secolele al XVIII-lea și al XIX-lea Estonia a făcut parte din Imperiul Țarist Rus, fiind cucerită de țarul Petru cel Mare. Un mare număr de estonieni, în special țărani, s-au convertit la ortodoxie în speranța obținerii de pământ. S-au construit numeroase biserici ortodoxe. În 1850 a fost înființată Eparhia de Riga (în Lituania) de către Biserica Rusiei și mulți credincioși estonieni au fost incluși în aceasta. Spre sfârșitul secolului al XIX-lea s-a produs un val de rusificare, acceptat de ierarhia rusă dar nu și de clerul estonian local. Catedrala Sfântul Alexandru Nevski din Tallinn și mănăstirea stavropighială a Adormirii Pühtitsa (Kuremäe) din estul Estoniei au fost construite în această perioadă.
În 1917 a fost hirotonit primul estonian, Platon (Paul Kulbusch), ca Episcop de Riga și Vicar de Tallinn. Doi ani mai târziu, bolșevicii i-au omorât pe episcopul Platon și pe diaconul său din motive politice. 81 de ani mai târziu, în anul 2000, Episcopul Platon a fost canonizat de către Patriarhia Ecumenică și de Biserica Rusiei, cu ziua de pomenire 14 ianuarie.
Patriarhul Tihon al Moscovei a recunoscut independența Bisericii Ortodoxe a Estoniei în 1921. Arhiepiscopul Aleksander Paulus a fost ales și hirotonit ca întâistătător al Bisericii Estoniene. În 1923 arhiepiscopul Aleksander s-a îndreptat către Patriarhia Ecumenică pentru a primi recunoașterea canonică. În același an Biserica Ortodoxă a Estoniei a intrat în jurisdicția canonică a Patriarhiei Ecumenice, beneficiind de o autonomie extinsă din partea acesteia.
Înainte de 1941 o cincime din totalul populației estoniene (care fusese în cea mai mare parte luterană începând de la ocupația Estoniei de către Suedia în sec. al XVI-lea) era creștină ortodoxă, sub autoritatea Patriarhiei Ecumenice de la Constantinopol. Existau 158 de parohii și 183 de clerici în Biserica estoniană. Exista și o catedră de teologie ortodoxă la Facultatea de Teologie a Universității din Tartu. În Petseri se găsea o mănăstire, două schituri în Narva și Kuremäe, o egumenie în Tallinn și un seminar în Petseri. Străvechea mănăstire din Petseri (Pechory, care aparținea Estoniei și care aparține acum Rusiei) a fost ferită de distrugerile în masă de biserici care au avut loc în Rusia Sovietică).
În 1940 Estonia a fost ocupată de Uniunea Sovietică, al cărei guvern a început un program general de dizolvare a oricărei independențe ecleziastice de pe teritoriul său. Totuși, autonomia Bisericii Estoniei a fost reactivată temporar din 1942 până în 1944, sub jurisdicție constantinopolitană. În 1945, un reprezentant al Patriarhiei Moscovei a dizolvat ceea ce mai rămăsese din Sinodul Bisericii estoniene și a înființat o nouă organizație, Sinodul Diocezan. Credincioșii ortodocși din Estonia ocupată au fost astfel regrupați într-o simplă eparhie sub jurisdicția Bisericii Ortodoxe Ruse.
Chiar înainte de a doua ocupație sovietică din 1944 și dizolvarea Sinodului estonian, întâistătătorul Bisericii, Mitropolitul Aleksander a plecat în exil împreună cu 21 de clerici și aproximativ 8000 de credincioși ortodocși. Biserica Ortodoxă a Estoniei în Exil, al cărei Sinod s-a reorganizat în Suedia și-a continuat activitatea în conformitate cu statutul său canonic precedent până la restabilirea independenței Estoniei în 1991. Înainte de a muri, în 1953, mitropolitul Aleksander și-a transformat comunitatea în exarhat al Patriarhiei Ecumenice. Majoritatea episcopilor și clericilor care au rămas în țară au fost deportați în Siberia. În 1958 a fost ales un nou Sinod în exil, iar Biserica Estoniei s-a reorganizat în Suedia.

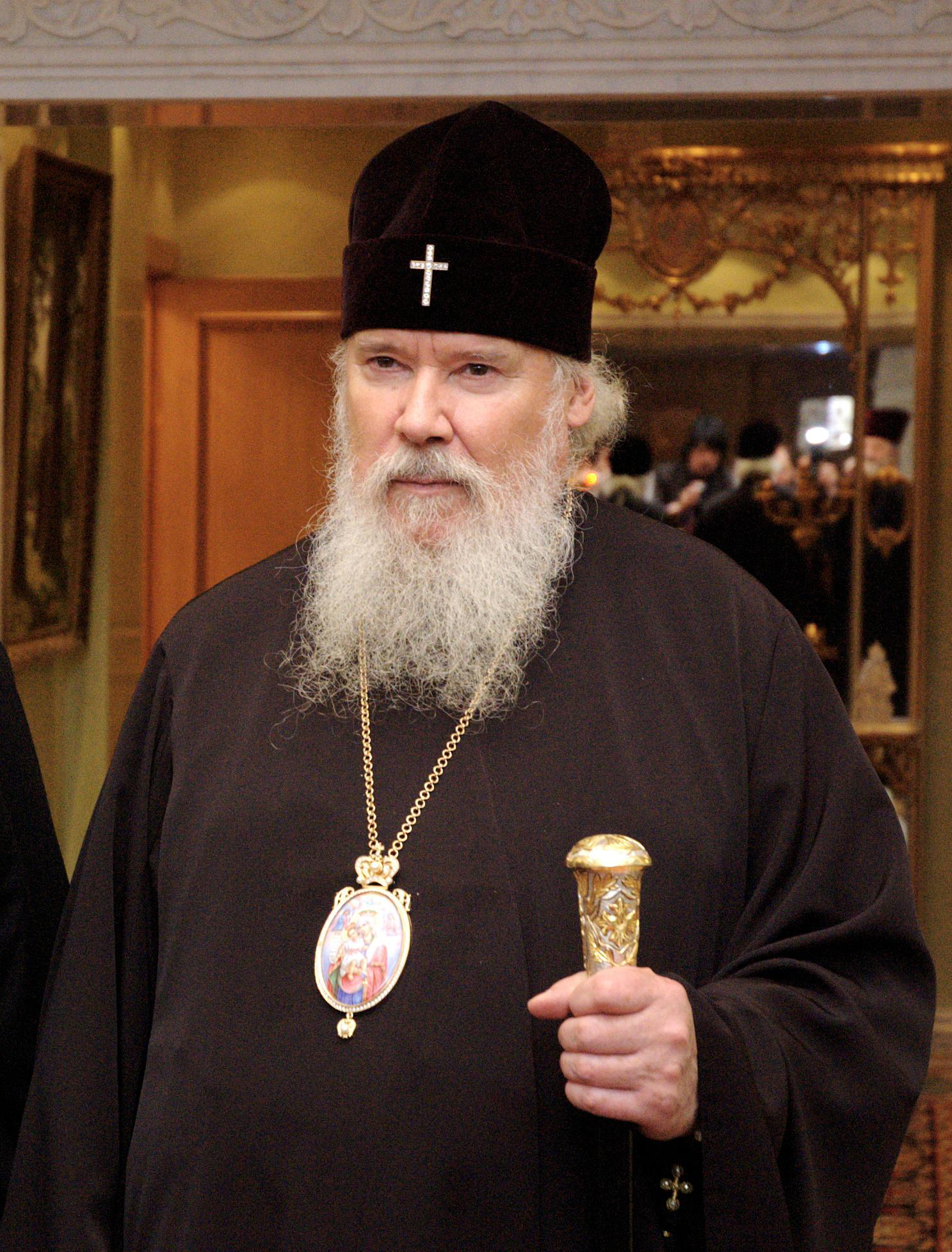
Alexei al II-lea al Rusiei

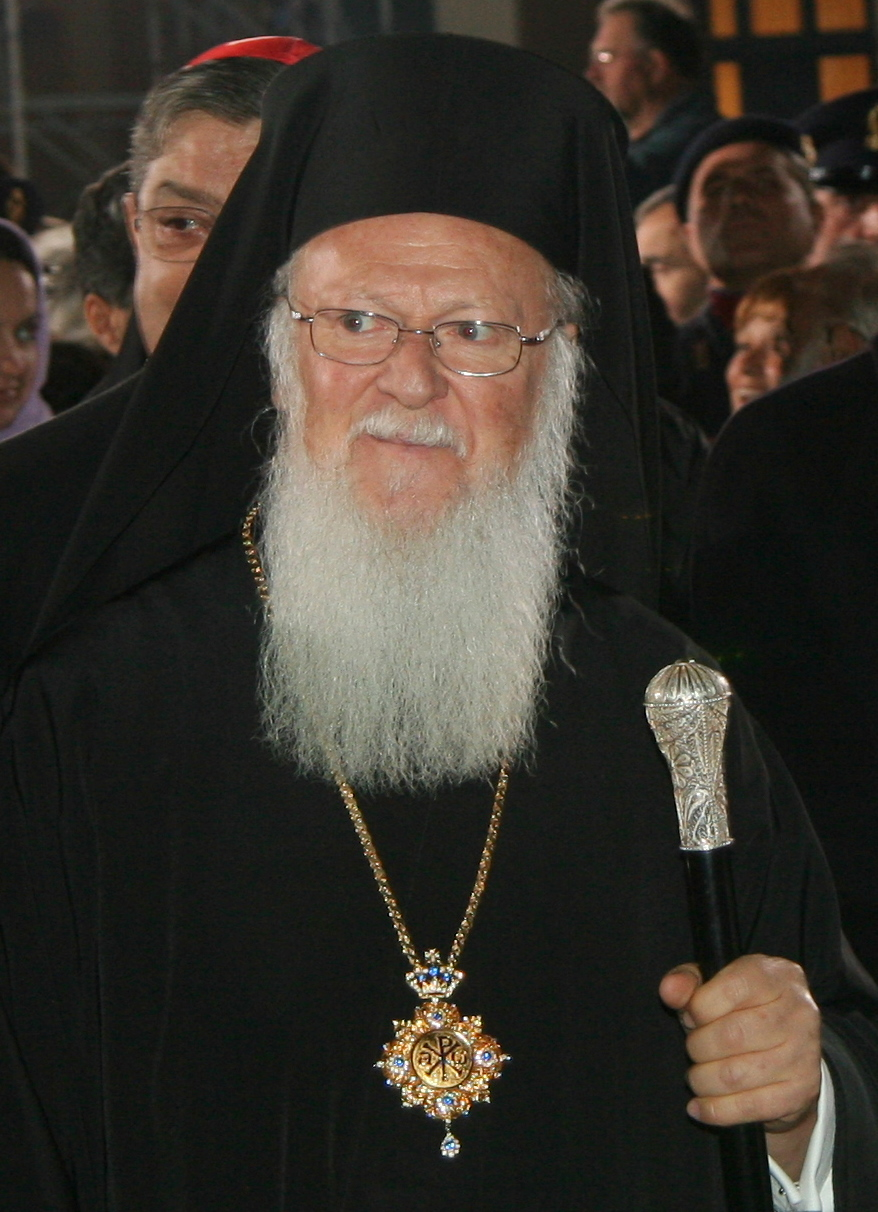
Patriarhul Ecumenic Bartolomeu I al Constantinopolului

După destrămarea Uniunii Sovietice, au apărut divergențe în sânul comunității ortodoxe din Estonia între cei care doreau să rămână sub autoritatea Bisericii Ruse și cei care doreau să se reîntoarcă sub jurisdicția Patriarhiei Ecumenice, generând dispute, de multe ori cu tentă etnică, deoarece mulți ruși emigraseră în Estonia în timpul ocupației sovietice. Negocieri îndelungate între cele două patriarhii nu au dat nici un rezultat.
În 1993 sinodul Bisericii Ortodoxe Estoniene în Exil a fost recunoscut oficial ca succesor legal al Bisericii autonome Ortodoxe a Estoniei și în data de 20 februarie 1996 patriarhul ecumenic Bartolomeu I a reînnoit tomosul acordat Bisericii Estoniene în 1923, restaurând coordonarea canonică sub jurisdicția Patriarhiei Ecumenice. Această acțiune a adus imediat proteste din partea patriarhului Alexei al II-lea al Patriarhiei Moscovei, care privea Biserica estoniană ca parte a teritoriului său, iar patriarhul Moscovei a scos temporar numele Patriarhului Ecumenic din diptice.
S-a ajuns la o înțelegere conform căreia comunitățile locale puteau alege ce jurisdicție să urmeze. Comunitatea ortodoxă a Estoniei, care ajunge la 14% din populație, a rămas divizată, cu majoritatea credincioșilor (cei mai mulți etnici ruși) sub ascultarea Moscovei. Conform unui raport guvernamental din noiembrie 2003, cam 20.000 de credincioși (majoritatea etnici estonieni) din 60 de parohii fac parte din Biserica Autonomă Estoniană, iar 150.000 de credincioși din 31 de parohii, împreună cu comunitatea monahală din Pukhitsa au rămas subordonați canonic Bisericii Ruse.
În 1999 Biserica Estoniei a primit un ierarh rezident, după ce mai înainte se găsea sub autoritatea Arhiepiscopului Bisericii Ortodoxe Finlandeze, care slujea ca locum tenens al Bisericii Estoniei), mitropolitul Stephanos, fost episcop vicar al Mitropoliei Franței din Patriarhia Ecumenică.